# Blozend franjekelkje
Het blozend franjekelkje (Lachnum carneolum) is een schimmel behorend tot de familie Lachnaceae. Het groeit saprotroof op stengels en bladeren van grassen, vaak in vochtige vegetaties.

## Kenmerken

### Uiterlijke kenmerken
De apothecia hebebn een diameter tot 0,5 mm. Ze zijn schotelvormig en worden later vlak, kortgesteeld en behaard. De kleur van het hymenium is eerst wit en later vleeskleurig tot bruinachtig.

### Microscopische kenmerken
De ascosporen meten 5-9,5 × 1,2-2,1 µm en hebben oliedruppeltjes van 0,5-1 µm. De randharen zijn 40-90 µm lang.

## Verspreiding
In Nederland komt het blozend franjekelkje zeldzaam voor. Het staat niet op de rode lijst en is niet bedreigd.